# Live at Winterland '76
Live at Winterland '76 es el segundo álbum en directo de la banda británica Electric Light Orchestra, publicado por la compañía discográfica Eagle Records en marzo de 1998.
Grabado en 1976 durante la gira de promoción del álbum de estudio Face the Music, Live at Winterland '76, junto a The Night the Light Went On (In Long Beach), fueron las dos únicas publicaciones oficiales en directo del grupo hasta el lanzamiento en 2013 de Electric Light Orchestra Live, que recopiló canciones interpretadas durante la promoción del álbum Zoom. El álbum incluye, de manera prominente, al bajista Kelly Groucutt, quien toma la voz principal de algunos temas. Por otra parte, Live at Winterland '76 incluye una de las pocas oportunidades para escuchar en directo «Eldorado Suite» y una versión de la canción de The Move «Do Ya» antes de que fuera regrabada por la Electric Light Orchestra para el álbum A New World Record (1976).

## Lista de canciones
Todas las canciones escritas y compuestas por Jeff Lynne excepto donde se anota. 
| N.º | Título                   | Escritor(es) | Duración |  |
| 1.  | «Fire On High»           |              | 5:28     |  |
| 2.  | «Poker»                  |              | 4:02     |  |
| 3.  | «Nightrider»             |              | 4:37     |  |
| 4.  | «Showdown»               |              | 4:43     |  |
| 5.  | «Eldorado Suite»         |              | 13:14    |  |
| 6.  | «Strange Magic»          |              | 5:07     |  |
| 7.  | «10538 Overture»/«Do Ya» |              | 5:27     |  |
| 8.  | «Evil Woman»             |              | 4:39     |  |
| 9.  | «Ma-Ma-Ma Belle»         |              | 6:37     |  |
| 10. | «Roll Over Beethoven»    | Chuck Berry  | 6:38     |  |

## Personal
- Jeff Lynne: voz y guitarra
- Bev Bevan: batería
- Richard Tandy: batería
- Kelly Groucutt: bajo y coros
- Mik Kaminski: violín
- Hugh McDowell: chelo
- Melvyn Gale: chelo